# 신주과학공원

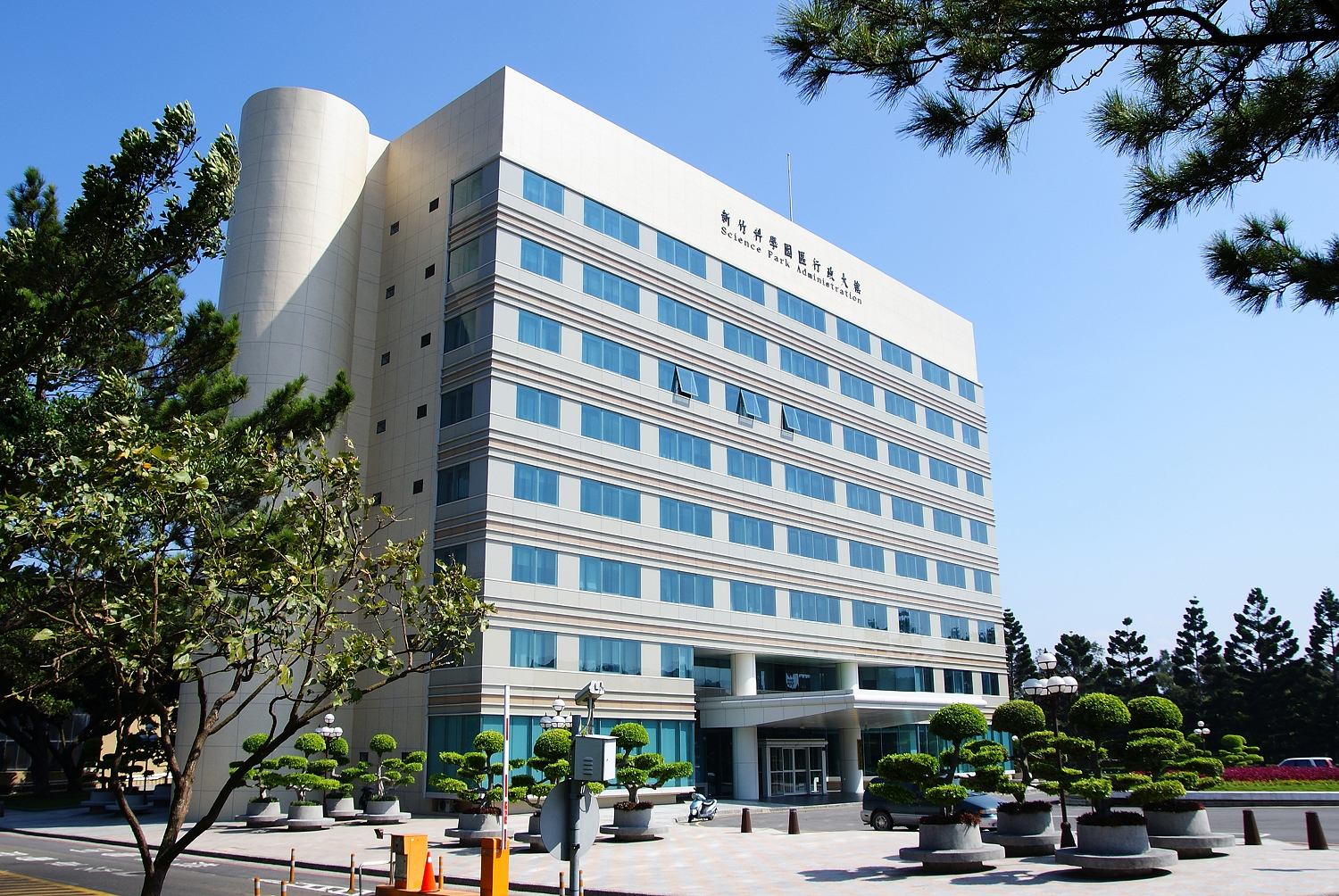
신주과학공원 관리 건물

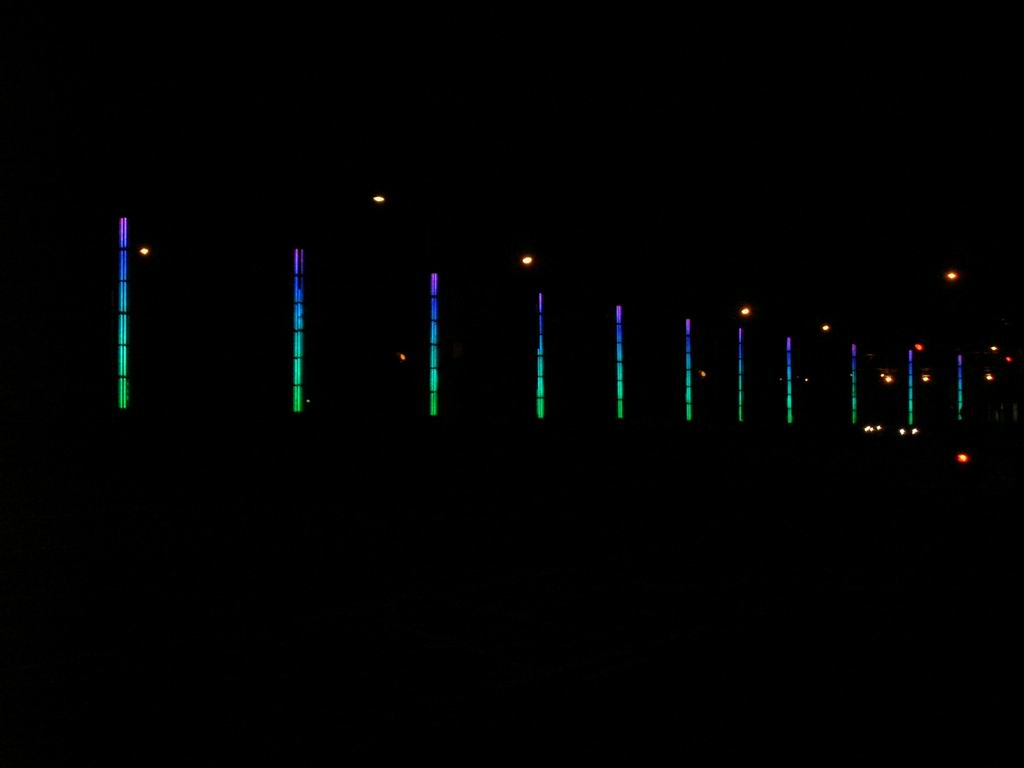
신주과학공원 전경

신주과학공원(정체자: 新竹科學園區)은 1980년 12월 15일 대만 정부에 의해 설립된 산업 단지로, 신주시에 있다.

## 공원 내에 위치한 주요 기업
- 에이서
- AU 옵트로닉스
- 기가
- 라이트온
- 로지텍
- 미디어텍
- 마이크로텍
- 누보톤
- 필립스
- 리얼텍
- SiS
- SMOBIO Technology, Inc.[1]
- Sunplus
- SYM
- TSMC
- 유나이티드 마이크로일렉트로닉스

## 같이 보기
- 중화민국의 경제